# 분당제생병원
분당제생병원(盆唐濟生病院)은 1998년 대진의료재단에서 경기도 성남시 분당구 서현동에 설립한 종합병원으로 해원상생과 구제창생의 이념을 의료사업에 실현하여 보건의료에 관한 진료·연구·의료기술개발·인재양성을 통하여 국민 건강의 증진과 복지사회의 건설에 이바지하기 위한 목적으로 설립되었다. 2020년 3월 코로나바이러스 집단감염이 발생했다.

## 역사
1992년 11월 대순진리회가 의료법인 대진의료재단을 설립하고 1995년 1월 분당제생병원 기공식을 하였다. 1998년 3월 22개 진료과목과 407병상 규모로 의료기관 개설허가를 받았다.

## 진료과목
내과(심장, 혈관내과, 소화기내과, 호흡기·알레르기내과, 신장내과, 내분비내과, 혈액·종양내과, 류마티스내과, 간질환내과, 감염내과, 임상영양내과), 소아청소년과, 신경과, 정신건강의학과, 피부과, 가정의학과, 재활의학과, 외과, 신경외과, 정형외과, 흉부외과, 성형외과, 산부인과, 안과, 이비인후과, 비뇨기과, 응급의학과, 마취통증의학과, 진단검사의학과, 병리과, 영상의학과, 치과(치과보존과, 치과보철과, 구강악안면외과), 방사선종양학과, 핵의학과 등의 26개 진료과목을 운영하고 있다.

## 같이 보기
- 코로나19 범유행
- 대한민국의 코로나19 범유행